# Carlos Sousa Álvarez de Toledo
Carlos Sousa Álvarez de Toledo (València, 16 de novembre de 1862 - 1937) fou un militar i polític valencià, marquès de Sotelo.
Sousa va nàixer a un palauet que existia al número 20 del carrer dels Roters, a València. Ingressà a l'Armada Espanyola el 1879, i va lluitar a les Filipines en la Guerra Hispano-estatunidenca (1898). Quan tornà fou traspassat a l'exèrcit de terra i nomenat Comandant Militar de Castelló, fins que el 1918 fou nomenat Comandant en cap de València. El 1924 passà a la reserva amb el grau de contralmirall.
Fou un dels militars que va donar suport la dictadura de Primo de Rivera, qui el va nomenar cap de la Unión Patriótica a València. El 1927 fou nomenat alcalde de València, i durant el seu mandat es va pavimentar l'avinguda del Regne de València, es va reformar l'edifici de l'Ajuntament i s'inauguraren els ponts de Natzaret i d'Aragó. Quan va caure la dictadura de Primo de Rivera va dimitir. Quan fou proclamada la Segona República Espanyola Manuel Azaña el va fer empresonar un temps.